# Blackburneus vojnitsi
Blackburneus vojnitsi är en skalbaggsart som beskrevs av Bordat 1992. Blackburneus vojnitsi ingår i släktet Blackburneus och familjen Aphodiidae. Inga underarter finns listade.